# 1211

## Събития
- Църковен събор, на който богомилите са анатемосани

## Починали
- Алексий III Ангел, византийски император